# Blabia cristulata
Blabia cristulata là một loài bọ cánh cứng trong họ Cerambycidae.